# George Payne Rainsford James

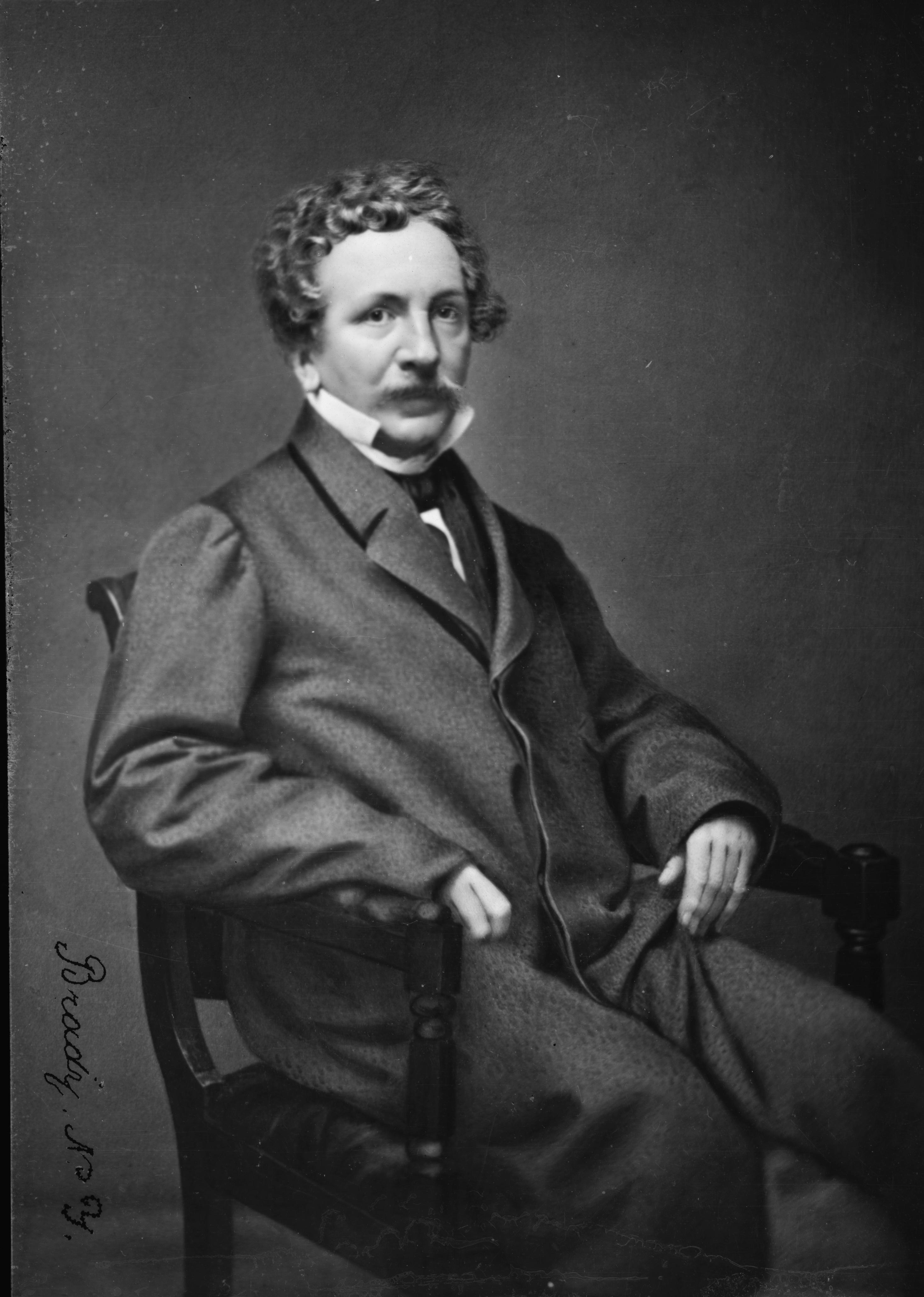
George Payne Rainsford James

George Payne Rainsford James (* 9. August 1799 in London; † 9. Juni 1860 in Venedig) war ein englischer Diplomat und Schriftsteller.
George Payne Rainsford James betrat früh die schriftstellerische Laufbahn mit anonymen Erzählungen (The string of pearls, 2 Bde.) und Beiträgen zu Zeitschriften, veröffentlichte dann ein Life of Edward the Black Prince (1822, 2 Bde.) und versuchte sich mit Richelieu, a tale of France (1829) auf dem Gebiet des historischen Romans mit Glück.
Durch Walter Scotts Lob angespornt, schrieb er eine lange Reihe von Romanen und anderen Werken rasch hintereinander, z. B.
- Richelieu (1829),
- Darnley (1830),
- De l'Orme (1831),
- Philip Augustus (1831),
- One in a thousand, or the days of Henri Quatre (1835),
- Attila (1837),
- The Huguenot (1838),
- The Robber (1839),
- Henry of Guise (1839),
- The Man at Arms (1840),
- The King’s Highway (1840)
- The Commissioner: or, De lunatico Inquirendo (1843),
- Agincourt (1844),
- Arrah Neil (1845),
- The Smuggler (1845).

Daneben schrieb er historische und biographische Werke wie:
- The life of the Black Prince,
- The Memoirs of Great Commanders (1834, neue Ausg. 1872);
- The History of Charlemagne (1832);
- History of the life of Richard Coeur de Lion (1841–49, 4 Bde.; neue Ausg. 1859).

James war von König Wilhelm IV. zum Historiographen Großbritanniens ernannt worden, siedelte indessen 1849 nach Amerika über, wo er seit 1852 das britische Konsulat zu Richmond in Virginia bekleidete und noch mehrere Romane schrieb, etwa Agnès Sorel (1853) und Lord Montagu’s page (1858).
1858 als englischer Generalkonsul nach Venedig versetzt, starb er am 9. Juni 1860 in Venedig.
Seine Schriften umfassen 189 Bände.